# Communauté de communes de la Thiérache du Centre
La communauté de communes de la Thiérache du Centre est une communauté de communes française, située dans le département de l'Aisne.

## Historique
L'intercommunalité a été créée par un arrêté préfectoral du 31 décembre 1992

## Territoire communautaire

### Géographie
L'intercommunalité est constituée de 68 communes situées dans les quatre anciens cantons du Nouvion-en-Thiérache, de La Capelle, de Vervins et de Sains-Richaumont,

### Composition

Composition de la communauté de communes de la Thiérache du centre

La communauté de communes est composée des 68 communes suivantes :

| Nom                           | Code Insee | Gentilé         | Superficie (km2) | Population (dernière pop. légale) | Densité (hab./km2) |
| ----------------------------- | ---------- | --------------- | ---------------- | --------------------------------- | ------------------ |
| La Capelle (siège)            | 02141      | Capellois       | 12,26            | 1 757 (2022)                      | 143                |
| Autreppes                     | 02040      | Autreppois      | 6,78             | 176 (2022)                        | 26                 |
| Bancigny                      | 02044      | Bancignyens     | 3,32             | 25 (2022)                         | 7,5                |
| Barzy-en-Thiérache            | 02050      | Barzyens        | 7,63             | 317 (2022)                        | 42                 |
| Bergues-sur-Sambre            | 02067      | Berguois        | 4,41             | 206 (2022)                        | 47                 |
| Berlancourt                   | 02068      | Berlancourtois  | 5,2              | 81 (2022)                         | 16                 |
| Boué                          | 02103      | Bouésiens       | 10,44            | 1 316 (2022)                      | 126                |
| La Bouteille                  | 02109      | Bouteillois     | 19               | 468 (2022)                        | 25                 |
| Braye-en-Thiérache            | 02116      | Brayards        | 9,17             | 133 (2022)                        | 15                 |
| Buironfosse                   | 02135      | Buironfossois   | 17,6             | 1 125 (2022)                      | 64                 |
| Burelles                      | 02136      | Burellois       | 13,83            | 123 (2022)                        | 8,9                |
| Chevennes                     | 02182      | Chevennois      | 6,06             | 128 (2022)                        | 21                 |
| Clairfontaine                 | 02197      | Clairfontains   | 14,31            | 522 (2022)                        | 36                 |
| Colonfay                      | 02206      | Colonfayens     | 3,29             | 72 (2022)                         | 22                 |
| Dorengt                       | 02269      | Dorengtois      | 10,5             | 150 (2022)                        | 14                 |
| Englancourt                   | 02276      | Englancourtois  | 7,97             | 120 (2022)                        | 15                 |
| Erloy                         | 02284      | Erloysiens      | 7,44             | 100 (2022)                        | 13                 |
| Esquéhéries                   | 02286      | Esquérisiens    | 16,21            | 849 (2022)                        | 52                 |
| Étréaupont                    | 02295      | Étréaupontois   | 17,59            | 845 (2022)                        | 48                 |
| Fesmy-le-Sart                 | 02308      | Fesmysiens      | 16,06            | 516 (2022)                        | 32                 |
| La Flamengrie                 | 02312      | Flamengrois     | 26,43            | 1 098 (2022)                      | 42                 |
| Fontaine-lès-Vervins          | 02321      | Fontainois      | 19,74            | 866 (2022)                        | 44                 |
| Fontenelle                    | 02324      | Fontenellois    | 10,47            | 289 (2022)                        | 28                 |
| Franqueville                  | 02331      | Franquevillais  | 3,04             | 107 (2022)                        | 35                 |
| Froidestrées                  | 02337      | Froidestréens   | 4,91             | 194 (2022)                        | 40                 |
| Gercy                         | 02341      | Gercyens        | 6,33             | 258 (2022)                        | 41                 |
| Gergny                        | 02342      | Gerniacois      | 5,86             | 131 (2022)                        | 22                 |
| Gronard                       | 02357      | Gronardois      | 7,1              | 61 (2022)                         | 8,6                |
| Harcigny                      | 02369      | Harcignois      | 7,57             | 243 (2022)                        | 32                 |
| Hary                          | 02373      | Haryacois       | 11,04            | 196 (2022)                        | 18                 |
| Haution                       | 02377      | Hautionnais     | 9,34             | 130 (2022)                        | 14                 |
| Le Hérie-la-Viéville          | 02379      | Lehériens       | 9,27             | 194 (2022)                        | 21                 |
| Houry                         | 02384      | Houricois       | 3,48             | 58 (2022)                         | 17                 |
| Housset                       | 02385      | Houssetois      | 13,2             | 169 (2022)                        | 13                 |
| Laigny                        | 02401      | Laigniens       | 10,83            | 184 (2022)                        | 17                 |
| Landifay-et-Bertaignemont     | 02403      | Flaconiers      | 19,6             | 248 (2022)                        | 13                 |
| Landouzy-la-Cour              | 02404      | Landouziens     | 10,12            | 168 (2022)                        | 17                 |
| Lemé                          | 02416      | Elmérois        | 11,36            | 412 (2022)                        | 36                 |
| Lerzy                         | 02418      | Lerzyens        | 11,54            | 224 (2022)                        | 19                 |
| Leschelle                     | 02419      | Leschellois     | 14,69            | 269 (2022)                        | 18                 |
| Lugny                         | 02444      | Lugnisois       | 4,77             | 118 (2022)                        | 25                 |
| Luzoir                        | 02445      | Luzoiriens      | 10,99            | 267 (2022)                        | 24                 |
| Marfontaine                   | 02463      | Marfontainois   | 9,21             | 82 (2022)                         | 8,9                |
| Monceau-le-Neuf-et-Faucouzy   | 02491      | Moncellois      | 19,72            | 321 (2022)                        | 16                 |
| Nampcelles-la-Cour            | 02535      | Namcellois      | 10,89            | 114 (2022)                        | 10                 |
| La Neuville-Housset           | 02547      | Neuvillois      | 4,99             | 63 (2022)                         | 13                 |
| La Neuville-lès-Dorengt       | 02548      | Neuvillois      | 10,88            | 391 (2022)                        | 36                 |
| Le Nouvion-en-Thiérache       | 02558      | Nouvionnais     | 48,42            | 2 479 (2022)                      | 51                 |
| Papleux                       | 02584      | Papleusiens     | 1,93             | 115 (2022)                        | 60                 |
| Plomion                       | 02608      | Plomionais      | 16,39            | 454 (2022)                        | 28                 |
| Prisces                       | 02623      | Prisçois        | 6,63             | 94 (2022)                         | 14                 |
| Puisieux-et-Clanlieu          | 02629      | Putéoliens      | 17,42            | 327 (2022)                        | 19                 |
| Rocquigny                     | 02650      | Rochenois       | 10,99            | 364 (2022)                        | 33                 |
| Rogny                         | 02652      | Rogniens        | 5,61             | 100 (2022)                        | 18                 |
| Rougeries                     | 02657      | Rougeriens      | 4,13             | 202 (2022)                        | 49                 |
| Sains-Richaumont              | 02668      | Sainsois        | 12,46            | 939 (2022)                        | 75                 |
| Saint-Algis                   | 02670      | Augisois        | 6,89             | 148 (2022)                        | 21                 |
| Saint-Gobert                  | 02681      | Saint-Gobertois | 7,78             | 285 (2022)                        | 37                 |
| Saint-Pierre-lès-Franqueville | 02688      | Saint-Pierrois  | 7                | 41 (2022)                         | 5,9                |
| Sommeron                      | 02725      | Sommeronnais    | 4,68             | 135 (2022)                        | 29                 |
| Sorbais                       | 02728      | Sorbaisiens     | 13,72            | 261 (2022)                        | 19                 |
| Le Sourd                      | 02731      | Sourdois        | 7,36             | 166 (2022)                        | 23                 |
| Thenailles                    | 02740      | Thenaillois     | 16,43            | 221 (2022)                        | 13                 |
| La Vallée-au-Blé              | 02759      | Vallibladiens   | 5,17             | 358 (2022)                        | 69                 |
| Vervins                       | 02789      | Vervinois       | 10,35            | 2 574 (2022)                      | 249                |
| Voharies                      | 02823      | Voharisiens     | 3,32             | 76 (2022)                         | 23                 |
| Voulpaix                      | 02826      | Voulpaisiens    | 11,55            | 348 (2022)                        | 30                 |
| Wiège-Faty                    | 02832      | Wiégeois        | 7,47             | 181 (2022)                        | 24                 |

### Démographie
| 1968   | 1975   | 1982   | 1990   | 1999   | 2006   | 2011   | 2016   |
| ------ | ------ | ------ | ------ | ------ | ------ | ------ | ------ |
| 32 783 | 30 697 | 29 338 | 28 360 | 27 374 | 27 092 | 27 368 | 26 531 |

## Organisation

### Siège
L'intercommunalité a son siège à La Capelle, Villa Pasques

### Élus
La communauté de communes est administrée par un conseil communautaire constitué, pour la mandature 2020-2026, de 92 membres, qui sont des conseillers municipaux représentant chaque commune membre et répartis en fonction de leur population de la manière suivante :

- 7 délégués pour Le Nouvion-en-Thiérache ;

- 6 délégués pour Vervins ;

- 4 délégués pour La Capelle ;

- 3 délégués pour Boué, Buironfosse et La Flamengrie ;

- 2 délégués pour Esquéhéries, Étréaupont, Fontaine-lès-Vervins et Sains-Richaumont ;

- 1 délégué ou son suppléant pour les autres communes.
En conséquence des élections municipales de 2014 dans l'Aisne, le conseil communautaire a élu le 17 avril 2014, pour le mandat 2014-2020, son président, Paul Véron, maire de Clairfontaine, ainsi que ses onze vice-présidents, qui sont : 
1. Thierry Thomas, maire de Boué, chargé des finances, de l'administration générale et des ressources humaines ;
2. Régis Fostier, maire-adjoint de La Capelle, chargé du développement économique et touristique ;
3. Jean-Paul Bodson, maire-adjoint à Vervins, chargé de l'assainissement collectif ;
4. Frédéric Meura, maire de Papleux, chargé de l'assainissement non-collectif ;
5. Alain Guillaume, maire à Nampcelles-la-Cour, chargé de la politique globale de la ressource en eau ;
6. Jean-Paul Renaux, maire de Voulpaix, chargé des déchets ménagers ;
7. André Debouzy, maire d'Étréaupont, chargé des services à la population ;
8. Béatrice Doucy, maire de Housset, chargée de l'habitat et de l'urbanisme ;
9. Joël Chimot, maire-adjoint à Boué, chargé de l'insertion ;
10. Vincent Lamoureux, maire-adjoint de Sains-Richaumont, chargé du développement culturel ;
11. Chantal Hauet, maire-adjointe du Nouvion-en-Thiérache, chargée des relations intercommunalité / communes.

À la suite du renouvellement intervenu lors des élections municipales de 2020, le conseil communautaire du 9 juillet 2020 a élu son président, Olivier Cambraye, maire de Dorengt et désigné ses vice-présidents qui sont, :
1. Jean-Paul Renaux, maire de Voulpaix, chargé de la gestion des déchets
2. Roselyne Cail, maire du Nouvion-en-Thiérache, chargée du développement social, de l'emploi et de la formation
3. Jean-Paul Chapelet, conseiller municipal de Vervins, chargé du développement économique.
4. Éric Donnay, maire de Boué, chargé de la santé, de la mobilité et du service à la population.
5. Béatrice Doucy, maire de Housset, chargée de l'aménagement, de l'urbanisme, de l'habitation et du développement durable.
6. Alain Guillaume, maire de Nampcelles-la-Cour, chargé de l'eau, de la diversité, de l'environnement et de l'agriculture.
7. Vincent Lamoureux, premier adjoint au maire de Sains-Richaumont, chargé du développement culturel
8. Christelle Maes, première adjointe au maire de La Capelle, chargée du tourisme, du loisir et du sport.
9. Laurent Marlot, maire de Fontaine-lès-Vervins, chargé des finances.
10. Frédéric Meura, maire de Papleux, chargé de l'assainissement.
11. Johann Wéry, maire de La Capelle, chargé de la mutualisation et de la communication.

Ils forment ensemble l'exécutif de l'intercommunalité pour le mandat 2020-2026 avec 16 autres membres au bureau communautaires (Sandrine Beaud’huin, maire de Landifay-et-Bertaignemont, Daniel Carlier, maire d'Englancourt, Alain Compère, maire d'Esquéhéries, Bertrand Dorgère, maire de Braye-en-Thiérache, Daniel Dumortier, maire de Saint-Gobert, Jean Fourdrignier, maire de La Flamengrie, Didier Gravet, maire de Sorbais, Jean Grenier, maire de Puisieux-et-Clanlieu, Frédéric Lacoche, maire de Bergues-sur-Sambre, Régis Lécoyer, maire de Houry, Alain Marquant, maire de Leschelle, Jérôme Moineuse, maire de Lemé, Éric Petiau, maire de La Neuville-lès-Dorengt, Jean-Marc Prince, maire de Vervins, Jean Van Isacker, maire de Monceau-le-Neuf-et-Faucouzy et Marie-Anne Wattier, maire de Buironfosse).

### Liste des présidents
| Période                                  | Période                       | Identité         | Étiquette | Qualité                                                                     |
| ---------------------------------------- | ----------------------------- | ---------------- | --------- | --------------------------------------------------------------------------- |
| Les données manquantes sont à compléter. |                               |                  |           |                                                                             |
| mars 2008                                | avril 2014                    | Henri Brossier   | PS        | Maire de Sorbais (2001 → 2014)                                              |
| avril 2014                               | juillet 2020                  | Paul Véron       | DVD       | Directeur d'établissement de formation Maire de Clairfontaine (2001 → 2020) |
| juillet 2020                             | En cours (au 11 juillet 2020) | Olivier Cambraye | DVD       | Directeur administratif Maire de Dorengt (2014 → )                          |

### Compétences
L'intercommunalité exerce les compétences qui lui ont été transféréées par les communes membres, dans les conditions déterminées par le code général des collectivités territoriales. Il s'agit de :
- Aménagement de l'espace ;
- Aires d’accueil des gens du voyage (aucune des communes du territoire n'est concernée) ;
- Actions de développement économique intéressant l'ensemble de la communauté ;
- Déchets ménagers ;
- Gestion des milieux aquatiques et prévention des inondations (GEMAPI) ;
- Protection et mise en valeur de l'environnement ;
- Politique du logement et du cadre de vie ;
- Voirie d'intérêt communautaire ;
- Équipements culturels et sportifs et équipements de l'enseignement préélémentaire et élémentaire (école intercommunale de musique) ;
- Action sociale d’Intérêt communautaire (structures petite enfance) ;
- Assainissement collectif et non collectif, eaux pluviales ;
- Gestion et entretien du réseau de chemins de randonnées valorisés existants ou à venir, inscrits au topo guide ;
- Création de parcours de micro balades ;
- Manifestations culturelles de rayonnement communautaire ;
- Maisons de santé ;
- Communications électroniques (fibre optique).

### Régime fiscal
La communauté de communes est un établissement public de coopération intercommunale à fiscalité propre.
Afin de financer l'exercice de ses compétences, l'intercommunalité perçoit la fiscalité professionnelle unique (FPU) – qui a succédé à la taxe professionnelle unique (TPU) – et assure une péréquation de ressources entre les communes résidentielles et celles dotées de zones d'activité.
Elle collecte également la taxe d'enlèvement des ordures ménagères (TEOM), qui finance ce service public.
Elle ne verse pas de dotation de solidarité communautaire (DSC) à ses communes membres.

## Projets et réalisations
Santé
La communauté de communes s'est dotée de trois maisons de santé, l'une au Nouvion, à  La Capelle ouverte en 2016, et enfin à Vervins, par extension en 2021 du cabinet médical préexistant,